# Gieorgij Swiridow
Gieorgij Wasiljewicz Swiridow (ros. Гео́ргий Васи́льевич Свири́дов, ur. 3 grudnia?/16 grudnia 1915 w Fatieżu, zm. 6 stycznia 1998 w Moskwie) – rosyjski kompozytor.

## Życiorys
Od 1924 mieszkał w Kursku, w 1929 ukończył szkołę muzyczną, w 1932 podjął naukę w Pierwszym Leningradzkim Technikum Muzycznym, w 1935 debiutował jako kompozytor. W latach 1936–1941 uczył się w Konserwatorium Leningradzkim, w tym od 1937 w klasie kompozycji Dmitrija Szostakowicza. Praktycznie wszystkie jego rękopisy do roku 1941 zaginęły podczas blokady Leningradu w czasie wojny z Niemcami. Od 1956 mieszkał w Moskwie. Komponował utwory orkiestrowe, kameralne, chóralne, pieśni i romanse, m.in. do słów Aleksandra Puszkina, Siergieja Jesienina, Aleksandra Błoka i Władimira Majakowskiego, a także komedie muzyczne (m.in. Płomyczki). W latach 1962–1974 był sekretarzem Zarządu Związku Kompozytorów ZSRR, jednocześnie 1968–1973 I sekretarzem Związku Kompozytorów RFSRR. W 1970 otrzymał tytuł Ludowego Artysty ZSRR. Był honorowym obywatelem Moskwy (1997) i Kurska (1982). Został pochowany na Cmentarzu Nowodziewiczym. W Kursku postawiono jego pomnik.

## Odznaczenia i nagrody
- Medal Sierp i Młot Bohatera Pracy Socjalistycznej (18 grudnia 1975)
- Order Lenina (czterokrotnie - 16 grudnia 1965, 2 lipca 1971, 18 grudnia 1975 i 13 grudnia 1985)
- Order „Za zasługi dla Ojczyzny” II klasy (10 grudnia 1995)
- Nagroda Leninowska (1960)
- Nagroda Stalinowska (1946)
- Nagroda Państwowa ZSRR (dwukrotnie - 1968 i 1980)
- Order Wolności II klasy (Albania, 1954)